# Romulus Augustulus
Romulus Augustulus, eigenlijk Romulus Augustus (ca. 461 - na 476, mogelijk rond 500 nog in leven), wordt beschouwd als de laatste keizer van het West-Romeinse Rijk. Hij was nog een kind toen zijn vader, de legerleider en lid van de senatorenstand Orestes, hem op 30 oktober 475 door het leger tot keizer liet uitroepen. Vanwege zijn jonge leeftijd kreeg hij de bijnaam Augustulus, een verkleinvorm van Augustus ("verhevene") en betekent zoiets als "keizertje".
Romulus was veel te jong en onervaren om zijn rijk zelf te regeren. Hij was in feite een marionet waarvan zijn vader de touwtjes in handen had. Iulius Nepos, de vorige keizer die vlak voor Augustulus' kroning naar Dalmatië was verjaagd oefende vanuit zijn verbanningsoord nog steeds veel invloed uit en was in feite machtiger dan Orestes en Romulus.
De crisis die tot het einde van het West-Romeinse Rijk zou leiden was al tientallen jaren eerder begonnen. Het begin van de grote volksverhuizing rond 375 zorgde ervoor dat Germaanse volkeren voor de binnenvallende Hunnen vluchtten en zo in Romeins gebied terechtkwamen. Ze stichtten daar al snel eigen rijken. De Hunnen vielen ook het Romeinse Rijk zelf aan en om deze overmacht te kunnen trotseren waren de Romeinen gedwongen Germanen in het leger op te nemen. De Germanen waren vaak betere krijgers dan hun Romeinse "gastheren" en deze werden dus van hen afhankelijk. De grotere machtspositie die de Germanen hierdoor kregen leidde er uiteindelijk toe dat een groep Germanen onder leiding van Odoaker tegen Orestes' regering rebelleerden. Nadat hij vader Flavius Orestes vermoord had, zette Odoaker op 23 augustus 476 Romulus Augustulus af en verbande hem uit Rome. Sommige bronnen beweerden dat hij Augustulus spaarde vanwege diens jeugdige schoonheid. Het is mogelijk dat de ex-keizer in 508 of 510 nog in leven was.

## Nalatenschap
Over Romulus Augustulus wordt vaak met ironie gezegd dat "Rome begon en eindigde met een Romulus" (zie Romulus en Remus), en meer precies dat "het Romeinse keizerschap begon en eindigde met een Augustus" (zie Imperator Caesar Augustus).
Odoaker liet zich door zijn volgelingen tot koning van Italië kronen (zie Rijk van Odoaker) en erkende zowel de Oost-Romeinse keizer Zeno als Iulius Nepos als keizers. In 480 werd Nepos vermoord en uiteindelijk hadden de "barbaren" (zoals de Germanen vaak in Latijnse bronnen worden genoemd) alle macht in Italië. Ook Odoakers latere Ostrogotische en Longobardische opvolgers hadden geen behoefte om de Romeinse keizerstitel te voeren en noemden zich meestal slechts Rex Italiæ ("koning van Italië").
Het Oost-Romeinse of Byzantijnse Rijk overleefde de crisis en zou pas duizend jaar later in 1453 aan zijn einde komen. In West-Europa trachtten sommige vorsten de (West-)Romeinse keizerstraditie, die volgens veel historici met Romulus Augustulus was beëindigd, op te eisen, zoals Karel de Grote (800) en Otto de Grote (962) (zie translatio imperii).

## Trivia
- De Zwitserse schrijver Friedrich Dürrenmatt schreef in 1949 het toneelstuk Romulus der Grosse, een komedie die de teloorgang van het Romeinse Rijk en de machtsovername van de laatste Romeinse keizer Romulus door de Germaan Odoaker als thema heeft.
- In de film The Last Legion (2007) is de jonge keizer Romulus Augustulus de hoofdpersoon die met enkele legionairs naar Britannia vlucht.